# Ulrich Rommelfanger
Ulrich Rommelfanger (* 1955 in Trier) ist ein deutscher Jurist und Volkswirt. Er war von 1999 bis 2007 Oberbürgermeister von Kornwestheim.
Nach seinem Abitur studierte Rommelfanger in Heidelberg, Trier und Paris Jura und Volkswirtschaftslehre, um anschließend sein Referendariat im Oberlandesgerichtsbezirk Koblenz zu absolvieren.
An der Universität Freiburg war er wissenschaftlicher Mitarbeiter Thomas Würtenberger und promovierte 1987 in Trier. Darüber hinaus ist Rommelfanger Absolvent der École nationale d’administration und schloss dort mit dem diplôme international d'administration publique ab.
Rommelfanger wirkte dann als Ministerialrat, als Gründungsrektor einer Hochschule und Oberbürgermeister von Kornwestheim.
Von 1995 bis 2000 war er Mitglied des Thüringer Verfassungsgerichtshofes.
Seit 2007 wirkt er als Rechtsanwalt und seit 2011 als Fachanwalt für Verwaltungsrecht bzw. seit 2014 als Fachanwalt für Medizinrecht.